# Thripadectes
Thripadectes és un gènere d'ocells de la família dels furnàrids (Furnariidae).

## Llistat d'espècies
El gènere va ser establert per Philip Sclater el 1862 amb el plegafulles flamulat com a espècie tipus.
Segons la Classificació del Congrés Ornitològic Internacional (versió 2.5, 2010) aquest gènere està format per 7 espècies:
- Thripadectes ignobilis - plegafulles unicolor.
- Thripadectes flammulatus - plegafulles flamulat.
- Thripadectes scrutator - plegafulles del Perú.
- Thripadectes rufobrunneus - plegafulles encaputxat.
- Thripadectes melanorhynchus - plegafulles becnegre.
- Thripadectes holostictus - plegafulles llistat.
- Thripadectes virgaticeps - plegafulles cap-ratllat.